# 시흥시·군포시
시흥시·군포시는 대한민국의 옛 국회의원 선거구이다. 당시 경기도 시흥시와 군포시 지역을 관할했다.

## 역사
1989년 1월, 시흥군 의왕읍이 의왕시로, 시흥군 군포읍이 군포시로 승격되었으며 나머지 시흥군 소래읍·군자면·수암면은 시흥시로 승격되었다. 이에 제14대 국회의원 선거를 앞두고 과천시·시흥군 선거구에서 분리되면서 신설되었다.
제15대 국회의원 선거를 앞두고 시흥시 선거구와 군포시 선거구로 분리되면서 폐지되었다.

## 역대 국회의원
| 선거   | 정당 | 정당   | 의원   |
| ------ | ---- | ------ | ------ |
| 1992년 |      | 민주당 | 제정구 |

## 역대 선거 결과

### 대한민국 제14대 국회의원 선거
|  | 47.12% |

|  | 31.50% |

|  | 12.01% |

|  | 4.53% |

|  | 2.04% |

|  | 1.54% |

|  | 1.22% |